# Ana Anisia
Ana (bug. Анна) bila je bugarska plemkinja, prva žena bugarskoga cara Ivana Asena II. Bila je njegova konkubina ili prva supruga. Njezina je religija bilo pravoslavlje.
Njezini su roditelji nepoznati.
Ana je partneru rodila dvije kćeri. Prvo je rodila Mariju, koja je bila žena Manuela Komnena Duke.
Druga kći Ane i Ivana bila je Beloslava, kraljica Srpskog Kraljevstva. Ona je rodila Stefana, Desu i kćer nepoznata imena.
Nakon što je odbačena od muža, Ana je postala redovnica Anisia (Анисия).